# Dom nad vodopadom
Fallingwater, izvorno Kuća Kaufman, je kuća koju je projektovao američki arhitekta Frenk Lojd Rajt 1935. godine u ruralnom delu Pensilvanije (Mil Run, Fajet okrug), 69 km jugozapadno od Pitsburga. Moderan dom, izgrađen delom iznad vodopada reke Ber Ran, je odmah po nastanku proglašen Rajtovim najlepšim delom. Već 1966. godine je proglašen za nacionalni istorijski spomenik.
Nakon njenog završetka, Tajm je nazvao ovo zdanje Rajtovim „najlepšim delom“ i ono je uvršteno na Smitsonijanovu „Životnu listu od 28 mesta koja treba videti pre nego što se umre“. Ova kuća je proglašena nacionalnim istorijskim obeležjem 11. maja 1976. godine. Godine 1991, članovi Američkog instituta arhitekata proglasili su Kuću Kaufman za „najbolje delo američke arhitekture svih vremena“, a 2007. je zauzela 29. mesto na listi američke omiljene arhitekture prema AIA.
Kuća i još sedam Rajtovih konstrukcija uvrštene su na svetsku baštinu pod naslovom „Arhitektura Franka Lojda Rajta 20. veka“ 2019.

## Istorija
Porodica bogatih trgovaca odećom, porodica Kaufman, je posedovala komad šume s nekoliko koliba kod malog slapa na reci Ber Ran. Kada su kolibe počele da propadaju, Edgar J. Kaufman je zatražio od F. L. Rajta da mu sagradi letnikovac sa pogledom na slapove. Nakon što je posetio lokalitet, Rajt mu je savetovao da buduća kuća bude izgrađena preko slapova. Prema rečima samog arhitekta Kaufmann:
U mojim mislima vaša kuća je već poprimila oblik - potpuno u skladu s Bahovom muzikom... Želim da živite sa slapom, a ne samo da ga gledate. On bi trebalo da bude deo vašeg života.— Kristina Haberlik, 50 klasika arhitekture 20. veka. 2001. ISBN 978-3-8067-2514-8., Gerstenberg Verlag, Hildesheim.
Građevina izgrađena od 1935.-37. godine je iznenadila vlasnika, ali i celu arhitektonsku struku. Od tada, sve do 1963. godine, Fallingwater je služio kao vikendica porodice Kaufman. Godine 1964. je pretvorena u muzej koji je do danas posetilo više od 4 miliona zaljubljenika u modernu arhitekturu.

## Arhitektura
je pokušaj integracije kuće i predela, unutrašnjeg i spoljnog prostora. Smeštena je na šumovitom obronku, a njeno čvrsto jezgro uspravno je usađeno u gornji deo tog obronka da bi držalo ravnotežu horizontalnim terasama koje poput krakova izlaze iznad slapa. Iako su horizontalni oblici svojom bež bojom u kontrastu s vertikalnim oblicima od kamena i šumskog okruženja, oni kao da „izrastaju” iz obronka. Oba sprata imaju staklene zidove zbog pogleda u prirodu, što je bila vodilja celog projekta. U prizemlju, izdignut na stubovima nalazi se glavni deo dnevnog boravka s kuhinjom, trpezarijom i terasama. Spavaće sobe na drugom spratu otvaraju se prema terasama, dok galerija čini manji gornji sprat. Krovni prozori od stakla i betona natkriljuju jedan deo dnevnog boravka, dok viseće stepenište vodi do vode.
Rezultat je delo internacionalnog stila, do tada rezervisanog za velike javne građevine, smešteno u intimno okruženje divlje prirode. Kuća svojim verikalama i horizontalama i razmeštajem masa ponavlja kaskade slapova i savršeno se uklapa u predeo. Tako je u skladu s organskom arhitekturom, idejom da arhitektura treba da uskladi ljudski životni prostor s prirodom, Rajt primenio konstrukciju stubova s konzolama - horizontalnim istacima, između kojih se uvlače („skrivaju”) stambeni prostori, čime se spoljni prostori postupno „unose” u unutrašnji. Nadalje, Rajt je za zidove i kamin koristio kamen pronađen na lokalitetu, a neke stene je ukomponovao u zidove, dok druge štrče iz podova. Stene na podovima su premazane voskom, tako da izgledaju kao da strše iz reke čiji se huk čuje posvuda iz kuće. Premda reka okružuje kuću, ona se može videti tek kad se izađe napolje, za šta je Rajt projektovao stepenice koje vode direktno od dnevnog boravka do vode.
Sastav konzolnih terasa/balkona, na kojima počiva fantastična vizura Fallingwatera nije bila napravljena za milione posetilaca i 2002. godine su preduzeti značajni radovi kako bi se popravile brojne pukotine u armiranom betonu. Kako je kuća izgrađena iznad tekuće vode, ona ima problem i s plesnima.

## Zavod za zaštitu životne sredine Zapadne Pensilvanije
Nakon očeve smrti 1955. godine, Kaufman mlađi je nasledio Dom nad vodopadom, nastavljajući da ga koristi za odmor vikendom do ranih 1960-ih. Sve više zabrinut za očuvanje Doma nad vodopadom i sledeći očeve želje, poverio je dom i približno 1.500 hektara zemlje Zavodu za zaštitu životne sredine Zapadne Pensilvanije u znak počasti svojim roditeljima. On je vodio razmišljanja organizacije o administraciji, brizi i obrazovnom programu Domaa nad vodopadom i bio je čest posetilac nakon što su vođene ture počele 1964. godine. Kaufmanov partner, arhitekta i dizajner Paul Majen, takođe je doprineo nasleđu Doma nad vodopadom dizajnom centra za posetioce, koji je završen 1981. godine. Kuća privlači više od 160.000 posetilaca iz celog sveta svake godine.

### Prezervacija
Don nad vodopadom je pokazao znake pogoršanja tokom proteklih 80 godina uglavnom zbog izlaganja vlazi i sunčevoj svetlosti. Teški uslovi smrzavanja i odmrzavanja u jugozapadnoj Pensilvaniji i infiltracija vode takođe su uticali na konstrukcijske materijale. Zbog ovih uslova periodično se vrši temeljno čišćenje spoljašnjih kamenih zidova.
Šest kupatila Doma nad vodopadom obloženo je pločicama od plute. Kada se koriste kao podni materijal, pločice od plute su ručno depilirane, dajući im sjajnu završnu obradu koja je dopunila njihovu prirodnu sposobnost da odbijaju vodu. Vremenom je pluta počela da pokazuje oštećenja od vode, zbog čega je bilo neophodno da se vrše česte popravke.
Godine 1995, Zavod za zaštitu životne sredine Zapadne Pensilvanije naručio je studiju strukturnog integriteta lokacije. Građevinski inženjeri su analizirali kretanje konzola tokom vremena i sproveli radarsku analizu kako bi locirali i kvantifikovali armaturu. Podaci su dokazali da je izvođač radova zaista dodao pojačanje u odnosu na Rajtov plan; ipak, konzole su još uvek bile nedovoljno ojačane. Beton i njegova čelična armatura bili su blizu granica loma. Angažovana je arhitektonska firma da reši problem počevši od postavljanja privremenih nosača 1997. godine.
Godine 2002, konstrukcija je trajno popravljena naknadnim zatezanjem. Podni blokovi u dnevnoj sobi su pojedinačno označeni i uklonjeni. Blokovi su spojeni na betonske konzolne grede i podne grede; čelični kablovi visoke čvrstoće su uvučeni kroz blokove i spoljne betonske zidove i zategnuti. Podovi i zidovi su zatim restaurirani, ostavljajući unutrašnji i spoljašnji izgled Doma nad vodom nepromenjenim. Danas konzole imaju dovoljan oslonac i otklon je prestao. Zaštitna služba nastavlja da prati kretanje u konzolama.

## Literatura
- Trapp, Frank (1987). Peter Blume. Rizzoli, New York.
- Hoffmann, Donald (1993). Frank Lloyd Wright’s Fallingwater: The House and Its History (2nd изд.). Dover Publications. ISBN 978-0-486-27430-0.
- Brand, Stewart (1995). How Buildings Learn: What Happens After They're Built. Penguin Books. ISBN 978-0-14-013996-9.
- McCarter, Robert (2002). Fallingwater Aid (Architecture in Detail). Phaidon Press. ISBN 978-0-7148-4213-4.
- Donald Hoffman (1993). Fallingwater: The House and Its History. Dover Publications.
- Edgar Kaufmann Jr., Fallingwater: A Frank Lloyd Wright Country House (Abbeville Press 1986)
- Robert McCarter. Fallingwater Aid (Architecture in Detail). (Phaidon Press 2002)
- Franklin Toker (2003). Fallingwater Rising: Frank Lloyd Wright, E. J. Kaufmann, and America's Most Extraordinary House. Knopf. (2005)}
- Lynda S. Waggoner and the Western Pennsylvania Conservancy, Fallingwater: Frank Lloyd Wright's Romance With Nature (Universe Publishing 1996)
- Storrer, William Allin (2006). The Frank Lloyd Wright Companion. University of Chicago Press. ISBN 0-226-77621-2.. (S.230)

## Spoljašnje veze
- „Službene stranice”.
- „Virtualni obilazak”. Архивирано на веб-сајту  (26. мај 2010)
- „3D video”. (језик: шпански)
- Official website
- Western Pennsylvania Conservancy website
- „Architectural Record article”. Архивирано на веб-сајту  (6. септембар 2015)
- „Pittsburgh Post-Gazette article”. Архивирано на веб-сајту  (2. март 2016)
- Photographs
- A virtual reality model of the exterior and landscape on Sketchfab.